# Metis (měsíc)
Metis je měsíc planety Jupiter, který patří do vnitřní skupiny. Planetu obíhá ve vzdálenosti 127 969 km. Poloměr měsíce je 22 kilometrů a jeho hmotnost je odhadována na 9,56×1016 kg. Doba jedné otáčky kolem své osy není známá. Objeven byl roku 1979 Stephenem Synottem na základě fotografických snímků, které pořídila sonda Voyager 1. V současnosti je to nejbližší měsíc směrem k Jupiteru, který byl zatím objeven.

## Původ jména
Pojmenován byl po první Diově manželce Métis.

## Galerie

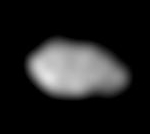
Metis nad Jupiterem
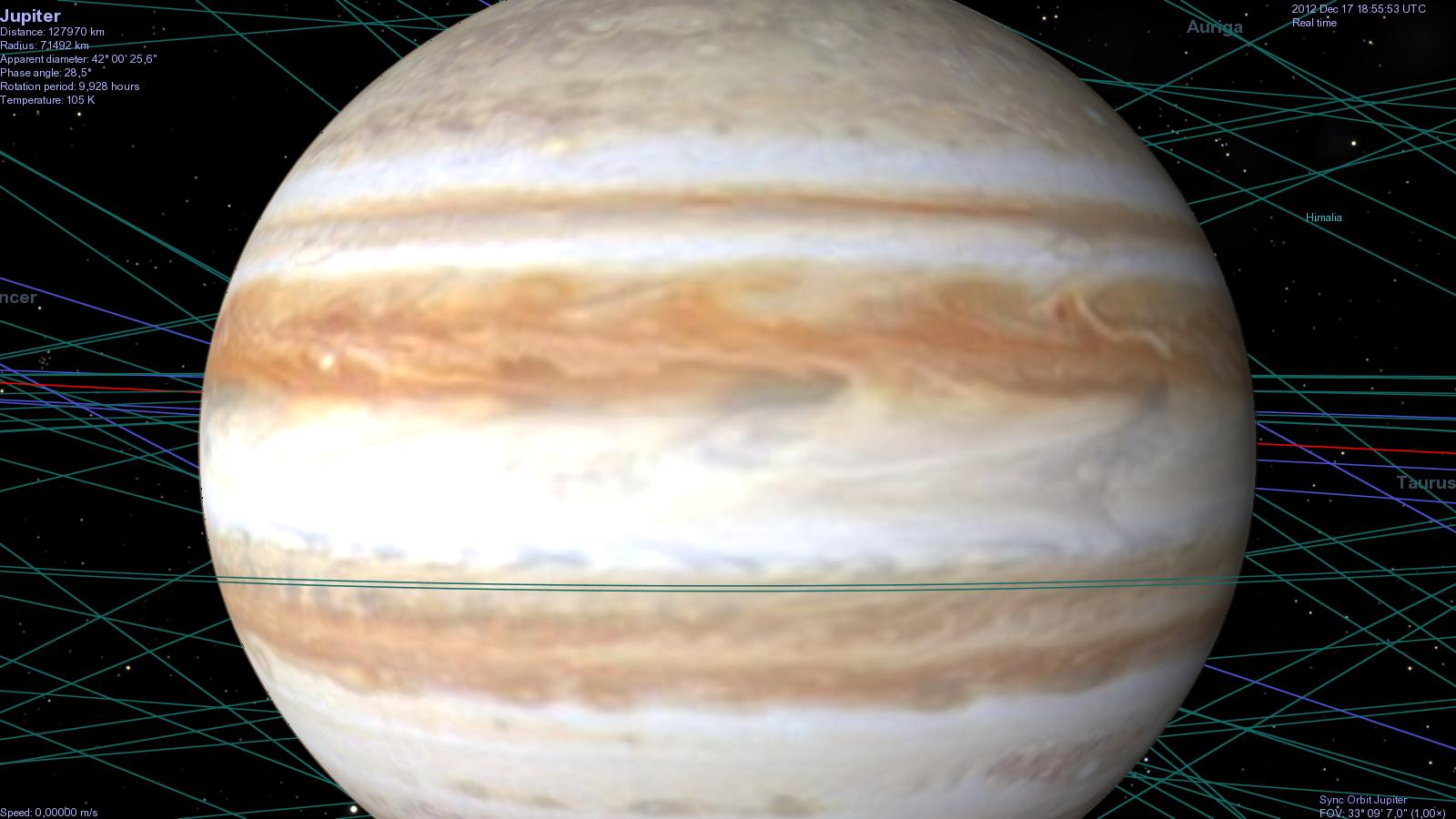
Takto by vypadal Jupiter z tohoto měsíce